# 레나 클렝케
레나 클렝케(Lena Klenke, 1995년 12월 25일 ~ )는 독일의 배우이다.

## 작품 목록

### 영화
- 괴테스쿨의 사고뭉치들 (2013)
- 빅토리아 (2015)
- 괴테스쿨의 사고뭉치들 2 (2015)
- 괴테스쿨의 사고뭉치들 3 (2017)

### 텔레비전
- 인터넷으로 마약을 파는 법 (2019)